# Directive 1999/13/CE relative à la réduction des émissions de composés organiques volatils dues à l'utilisation de solvants organiques dans certaines activités et installations
La directive 1999/13/CE relative à la réduction des émissions de composés organiques volatils dues à l'utilisation de solvants organiques dans certaines activités et installations de l'Union européenne, promulguée en 1999, vise à réduire le risque sanitaire présenté par les composés organiques volatils (COV), c'est-à-dire les composés organiques qui se trouvent facilement à l'état gazeux dans l'atmosphère.
Parmi ceux-ci, le perchloroéthylène, substance inscrite sur la liste des cancérogènes du groupe 2A du CIRC et qui est massivement utilisé dans le nettoyage à sec. La directive oblige donc les États de l'UE à engager une politique de réduction des risques et de contrôle des émissions de perchloroéthylène.

## Définition juridique des COV
L'article 2 de la directive 1999/13/CE définit les COV comme suit :

« tout composé organique ayant une pression de vapeur de 0,01 kPa ou plus à une température de 293,15 K ou ayant une volatilité correspondante dans les conditions d'utilisation particulières. […] »

— paragraphe 17
et précise que le terme composé organique désigne :

« tout composé contenant au moins l'élément carbone et un ou plusieurs des éléments suivants : hydrogène, halogènes, oxygène, soufre, phosphore, silicium ou azote, à l'exception des oxydes de carbone et des carbonates et bicarbonates inorganiques ; »

— paragraphe 16

## Implémentation en France
La directive 1999/13/CE est à l'origine du décret no 2006-623 du 29 mai 2006 relatif à la réduction des émissions de composés organiques volatils dues à l'utilisation de solvants organiques dans certains vernis et peintures et dans les produits de retouche de véhicules.